# Aparna Sen
Aparna Sen (született Dasgupta) (অপর্ণা সেন Ôporna Shen (Kalkutta (Kolkata), 1945. október 25. –) indiai filmrendezőnő, forgatókönyv-író és színésznő. Három nemzeti filmes díj győztese, nyolc nemzetközi fesztiváldíjjal rendelkezik.

## Életrajza
Aparna Sen Kalkuttában született egy bengáli családban. Apja Chidananda Dasgupta filmkészítő és kritikus, anyja Supriya Dasgupta, a neves bengáli költő, Jibanananda Das unokanővére. Gyermekkorát Hazaribagh-ban és Kolkatában töltötte. Iskoláit South Point-ban kezdte, majd a Modern High School for Girls-ben folytatta (Kolkata).
Főiskolai tanulmányait „B.A. English” szakon a Presidency College-ban kezdte el, de nem fejezte be.
1961-ben találkozott Kolkatában a Magnumnál dolgozó Brian Brake fényképésszel, aki ekkor készítette Indiában a „monszun-sorozat”-át. Sen modellt állt Brake-nek; az egyik legismertebb felvételen egy tetőn áll, ahova létra vezet, és a monszun első cseppjei az arcára esnek.

Sen így írja le a felvétel körülményeit: 
„Felvitt egy teraszra, ahol piros színű szárit viseltem, ahogy a vidéki lányok szokták és hozzá azt kérte, hogy az orromban zöld karika legyen. Én javasoltam, hogy inkább piros legyen, hogy passzoljanak a színek, de ő mereven ragaszkodott a zöldhöz. Mivel az orrom nem volt kifúrva, ragasztót használtunk. Volt a közelben egy nagy vizeshordó, és ebből vizet locsoltak rám. Az egész dolog simán ment, talán fél óráig tartott. Később nekem nem tetszett a felvétel, mert 28-nak néztem ki rajta, pedig csak 14 voltam.”

### Színészi pályafutása
Filmes bemutatkozása 16 éves korában volt, amikor Mrinmoyee szerepét játszotta az 1961-es Teen Kanya című filmben (más néven Three Daughters), a rendező Satyajit Ray volt, Sen apjának régi barátja. Ekkor a Presidency College-ba járt Kolkatában.
Később több Satyajit Ray filmben is feltűnt, ilyen volt például az 1981-es Pikoo, amiben feleséget és anyát játszott.
1965-ben Mrinal Sen Akash Kusum filmjében játszott. Ezt később feldolgozták hindi filmesek Manzil címmel, amiben a főszerepet Amitabh Bachchan és Moushumi Chatterjee alakították.
Az 1970-es évek végéig a bengáli filmiparban dolgozott, többnyire hősnőket alakított. Több hindi filmben is feltűnt, ezek között volt az Imaan Dharam (1977), amiben a szereplők Bachchan, Sasi Kapur, Sanjeev Kumar és Rekha voltak.
Jól működött együtt Soumitra Chatterjee-vel olyan filmekben, mint a Basanta Bilap, Baksa Badal és a Chutir Fande. Hasonlóképpen jól szerepelt Uttam Kumarral a Joy Jayanti, Alor Thikana és más filmekben.
1969-ben szerepelt az angol nyelvű The Guru című filmben, amit a Merchant Ivory Productions forgatott. Velük két további filmet készített, ezek a Bombay Talkie (1970) és a Hullabaloo Over Georgie and Bonnie's Pictures (1978).
2009-ben megjelent Sharmila Tagore és Rahul Bose mellett Annirudh Roy-Chowdhary bengáli filmjében, az Antaheen-ben. A film négy nemzeti díjat kapott.

### Rendezői működése
1981-ben kezdte rendezői bemutatkozását a 36 Chowringhee Lane-ben, a film forgatókönyvét is ő írta. A film, ami egy angol-indiai tanárról szólt, aki Kalkuttában él, elnyerte a kritikusok tetszését. Bemutatkozásáért elnyerte a Best Director award-ot (legjobb rendező díj) az Indian National Film Awards-on (indiai filmek versenye). A 36 Chowringhee Lane a Manilai Nemzetközi filmfesztiválon elnyerte a Nagydíjat, az Arany Sast (Grand Prix, Golden Eagle).
További sikeres filmeket is forgatott, amik az indiai nőt különböző nézőpontokból ábrázolták. Ilyenek voltak a Paroma (1984), Sati (1989) és a Yugant (1995).
1994-ben szerepelt a bengáli rendező, Rituparno Ghosh Unishe April (1994) c. filmjében.
Sen következő rendezése, a Paromitar Ek Din (2000) a kritikusok egyöntetű elismerésével találkozott, a siker az első filmes sikerét idézte fel. A filmben egy elvált nő (Rituparna Sengupta) és anyósa (amit Aparna maga játszott) kapcsolatát mutatja be. A film a nemzetközi fesztiválokon több díjat is elnyert.
2002-es filmje, a Mr. and Mrs. Iyer egy szerelmi történet, aminek hátterében a hindu-muszlim ellentét áll. A film rendezése elnyerte a National Film Award-ot, és egy színészi díjat Konkona Sen Sharma kapott meg, a rendezőnő lánya. A film a Locarnói nemzetközi filmfesztiválon több díjat is elnyert, továbbá a Hawaii és a manilai filmfesztiválokon is díjakat kapott.
2005-ös filmje, a 15, Park Avenue szereplői Shabana Azmi, Dhritiman Chaterji, Waheeda Rehman, Rahul Bose és Soumitra Chatterjee. A film egy szkizofrén lányról (Konkona Sen Sharma) és kapcsolatáról szól idősebb mostohanővérével (Shabana Azmi).
2010-es filmje a The Japanese Wife, amiben a szerepeket Raima Sen, Rahul Bose és Chigusa Takaku alakítják. A film a nyugat-bengáli szerző, Kunal Basu történetén alapul. A tragikus romantikus történet egy indiai, vidéki matematikatanár és egy japán lány kapcsolatáról szól, akik csak postai levelezés és telefon által érintkeznek.

### Család
Sen három alkalommal házasodott meg. Első házasságát Sanjay Sen-nel még fiatalon kötötte. Második férje Mukul Sharma tudományos író és újságíró volt. Barátságosan váltak el. Sen jelenlegi férje Kalyan Ray író, az angol nyelv professzora a „County College of Morris in Randolph”-ban (New Jersey, USA).
Sennek két lánya van, Kamalini és Konkona Sen Sharma (aki szintén színész), és két unokája.

## Egyéb eredmények
2008-ban beválasztották az „Asia Pacific Screen Awards” nemzetközi zsűrijébe.
1986-tól 2005-ig Sen szerkesztője volt a kéthetente megjelenő Sananda lapnak, ami egy bengáli női magazin (kiadója a Ananda Bazar Patrika csoport). Az újság egyaránt népszerű Nyugat-Bengálban és Bangladesben is.
2005 novembere és 2006 decembere között a 24-órás műsort adó Kolkata TV kreatív igazgatója volt.
1986-ban India akkori elnöke a Padma Shri elismerést adományozta Sennek az indiai filmhez való hozzájárulása miatt.

## Filmográfia

### Színész
| év   | film                    | szerep                    | megjegyzés        |
| ---- | ----------------------- | ------------------------- | ----------------- |
| 1955 | Mejo Bou                |                           |                   |
| 1961 | Teen Kanya              | Mrinmoyee                 | "Samapti" segment |
| 1965 | Akash Kusum             | Monica                    |                   |
| 1968 | Hangsa-Mithun           |                           |                   |
| 1969 | Vishwas                 |                           |                   |
| 1969 | The Guru                | Ghazala                   |                   |
| 1969 | Aparachita              | Sunita                    |                   |
| 1970 | Baksa Badal             | Minu                      |                   |
| 1970 | Aranyer Din Ratri       | Hari korábbi szerelme     |                   |
| 1970 | Kalankita Nayak         |                           |                   |
| 1970 | Bombay Talkie           | Mala                      |                   |
| 1971 | Khunjey Berai           | Raja                      |                   |
| 1973 | Sonar Khancha           |                           |                   |
| 1973 | Kaya Hiner Kahini       |                           |                   |
| 1973 | Basanata Bilap          |                           |                   |
| 1973 | Rater Rajanigandra      |                           |                   |
| 1974 | Jadu Bansha             |                           |                   |
| 1974 | Asati                   |                           |                   |
| 1974 | Alor Thikana            |                           |                   |
| 1974 | Sagina                  | Vishaka Devi titkárnő     |                   |
| 1975 | Chhutir Phande          |                           |                   |
| 1975 | Raag Anurag             |                           |                   |
| 1975 | Nishimrigaya            |                           |                   |
| 1976 | Jana Aranya             | Somnath volt barátnője    |                   |
| 1976 | Ajasra Dhanyabad        |                           |                   |
| 1976 | Nidhiram Sardar         |                           |                   |
| 1977 | Immaan Dharam           | Shyamlee                  |                   |
| 1977 | Kotwal Saab             |                           |                   |
| 1977 | Proxy                   |                           |                   |
| 1979 | Naukadubi               | Kamala                    |                   |
| 1982 | Amrita Kumbher Sandhane |                           |                   |
| 1983 | Bishabriksha            | Suryamukhi                |                   |
| 1983 | Abhinoy Noy             |                           |                   |
| 1983 | Arpita                  |                           |                   |
| 1983 | Indira                  |                           |                   |
| 1984 | Paroma                  |                           |                   |
| 1985 | Neelkantha              |                           |                   |
| 1986 | Shyam Saheb             |                           |                   |
| 1987 | Debika                  |                           |                   |
| 1989 | Kari Diye Kinlam        |                           |                   |
| 1989 | Ek Din Achanak          | A professzor egyik diákja |                   |
| 1989 | Jar Jey Priyo           |                           |                   |
| 1992 | Shet Patharer Thala     | Bandara                   |                   |
| 1992 | Mahaprithivi            | meny                      |                   |
| 1994 | Unishe April            | Sarojini                  |                   |
| 1994 | Amodini                 |                           |                   |
| 2000 | Paromitar Ek Din        | Sanaka                    |                   |
| 2000 | Ghaath                  | Suman Pandey              |                   |
| 2002 | Titli                   | Urmila                    |                   |
| 2009 | Antaheen                | Paromita                  |                   |
| 2010 | Iti Mrinalini           | az idősebb Mrinalini      |                   |

### Író/rendező
| év   | film                | megjegyzés                   |
| ---- | ------------------- | ---------------------------- |
| 1981 | 36 Chowringhee Lane |                              |
| 1984 | Paroma              |                              |
| 1989 | Sati                |                              |
| 1995 | Yugant              |                              |
| 2000 | Paromitar Ek Din    |                              |
| 2001 | Mr. and Mrs. Iyer   |                              |
| 2005 | 15 Park Avenue      |                              |
| 2010 | The Japanese Wife   | megjelenés: 2010. április 9. |
| 2010 | Iti Mrinalini       |                              |

## Fordítás
Ez a szócikk részben vagy egészben  az   Aparna Sen című angol Wikipédia-szócikk fordításán alapul.  Az eredeti cikk szerkesztőit annak laptörténete sorolja fel. Ez a jelzés csupán a megfogalmazás eredetét és a szerzői jogokat jelzi, nem szolgál a cikkben szereplő információk forrásmegjelöléseként.